# Erik Andersson (fotbollsspelare)
Erik Mats Simon Andersson, född 3 maj 1997, är en svensk fotbollsspelare som spelar för Örebro SK. Han har tidigare spelat i Landskrona BoIS, Malmö FF, Trelleborgs FF, GIF Sundsvall och FC Helsingør.

## Karriär
Erik Andersson debuterade för Landskrona BoIS och i Superettan den 29 oktober 2012 i en 3–2 vinst över Jönköpings Södra IF. I samma match gjorde han även sitt första mål för klubben när han i den 34:e minuten gjorde 1–0-målet för Landskrona. Han blev samtidigt den yngste målskytten någonsin i Superettan.
Vid fjorton års ålder provtränade Erik Andersson med Newcastle United och som femtonåring med Juventus.
Den 13 november 2014 blev det klart att Andersson skrivit på ett fyraårskontrakt med Malmö FF från och med 1 januari 2015. Efter att varit utlånad till Trelleborgs FF i två säsonger valde Andersson i januari 2018 att göra övergången permanent då han signerade ett treårskontrakt med klubben.
Den 2 februari 2021 meddelades att Andersson skrivit på ett treårskontrakt med GIF Sundsvall. I januari 2024 värvades Andersson av danska FC Helsingør, där han skrev på ett 2,5-årskontrakt.

## Familj
Erik Andersson är son till Mats Andersson, som under sin aktiva karriär spelade 256 matcher i Allsvenskan och näst högsta serien för Landskrona BoIS, samt representerade Helsingborgs IF och Mjällby AIF i lägre divisioner.

## Karriärstatistik
| Klubb                | Säsong             | Liga               | Liga    | Liga | Svenska cupen | Svenska cupen | Övrigt  | Övrigt | Totalt  | Totalt |
| Klubb                | Säsong             | Division           | Matcher | Mål  | Matcher       | Mål           | Matcher | Mål    | Matcher | Mål    |
| -------------------- | ------------------ | ------------------ | ------- | ---- | ------------- | ------------- | ------- | ------ | ------- | ------ |
| Landskrona BoIS      | 2012               | Superettan         | 2       | 1    | 0             | 0             | —       | —      | 2       | 1      |
| Landskrona BoIS      | 2013               | Superettan         | 22      | 2    | 2             | 0             | —       | —      | 24      | 2      |
| Landskrona BoIS      | 2014               | Superettan         | 27      | 3    | 1             | 1             | —       | —      | 28      | 4      |
| Landskrona BoIS      | Totalt             | Totalt             | 51      | 6    | 3             | 1             | —       | —      | 54      | 7      |
| Malmö FF             | 2015               | Allsvenskan        | 0       | 0    | 1             | 0             | —       | —      | 1       | 0      |
| Malmö FF             | 2016               | Allsvenskan        | 0       | 0    | 0             | 0             | —       | —      | 0       | 0      |
| Malmö FF             | 2017               | Allsvenskan        | 0       | 0    | 0             | 0             | —       | —      | 0       | 0      |
| Malmö FF             | Totalt             | Totalt             | 0       | 0    | 1             | 0             | —       | —      | 1       | 0      |
| Trelleborgs FF (lån) | 2016               | Superettan         | 16      | 0    | 0             | 0             | —       | —      | 16      | 0      |
| Trelleborgs FF (lån) | 2017               | Superettan         | 23      | 4    | 0             | 0             | 2       | 0      | 25      | 4      |
| Trelleborgs FF (lån) | Totalt             | Totalt             | 39      | 4    | 0             | 0             | 2       | 0      | 41      | 4      |
| Trelleborgs FF       | 2018               | Allsvenskan        | 19      | 2    | 3             | 0             | —       | —      | 22      | 2      |
| Trelleborgs FF       | 2019               | Superettan         | 29      | 4    | 1             | 0             | —       | —      | 30      | 4      |
| Trelleborgs FF       | 2020               | Superettan         | 30      | 4    | 1             | 0             | 1       | 0      | 32      | 4      |
| Trelleborgs FF       | Totalt             | Totalt             | 78      | 10   | 5             | 0             | 1       | 0      | 84      | 10     |
| GIF Sundsvall        | 2021               | Superettan         | 26      | 5    | 4             | 0             | —       | —      | 30      | 5      |
| GIF Sundsvall        | 2022               | Allsvenskan        | 24      | 2    | 3             | 0             | —       | —      | 27      | 2      |
| GIF Sundsvall        | 2023               | Superettan         | 28      | 4    | 4             | 0             | —       | —      | 32      | 4      |
| GIF Sundsvall        | Totalt             | Totalt             | 78      | 11   | 11            | 0             | —       | —      | 89      | 11     |
| FC Helsingør         | 2023/2024          | 1. division        | 2       | 0    | 0             | 0             | —       | —      | 2       | 0      |
| Totalt i karriären   | Totalt i karriären | Totalt i karriären | 248     | 31   | 20            | 1             | 3       | 0      | 271     | 32     |

1. ↑  Uppflyttningskvalmatcher mot Jönköpings Södra.[10][11]
2. ↑  Nedflyttningskvalmatch mot IF Brommapojkarna.[12]